# Анна Нигл
Дама Анна Нигл (англ. Dame Anna Neagle, урождённая Флоренс Марджори Робертсон (англ. Florence Marjorie Robertson); 20 октября 1904 — 3 июня 1986) — британская актриса и певица.

## Биография
Флоренс Марджори Робертсон родилась в местечке Форест-Гейт, графство Эссекс (ныне часть Лондона), в семье капитана торгового флота Герберта Робертсона и его супруги Флоренс Нигл. С 14 лет она стала выступать в качестве танцовщицы в ревю. В начале 1930-х состоялся её дебют на Вест-Энде в мюзикле «Встань и пой», который принёс ей первый успех. В то же время в качестве сценического псевдонима она стала использовать имя Анна Нигл, взяв при этом девичью фамилию матери.
Во время одного из показов мюзикла Нигл заметил кинопродюсер и режиссёр Герберт Уилкокс, который привёл актрису на большой экран. Их первый фильм, мюзикл «Доброй ночи, Вена!», стал хитом кассовых сборов, ещё более возвысив актрису. Под руководством Уилксона Анна Нигл стала одной из самых ярких британских актрис последующих двух десятилетий, запомнившись ролями в таких картинах как «Нелл Гвин» (1934), «Виктория Великая» (1937), «Медсестра Эдит Кевелл» (1939) и «Ирен» (1940), некоторых из которых были сняты в Голливуде. Их творческий союз завершился браком в 1943 году, продлившимся более тридцати лет до смерти Уилксона. Последним совместным успешным проектом Нигл и Уилксона стала военная драма «Одетта», вышедшая на экраны в 1950 году.
В 1950-х актриса стала реже появляться на большом экране, а в 1959 году завершила свою кинокарьеру. В дальнейшие годы она с триумфом продолжала играть на театральных сценах Вест-Энда, попав даже в Книгу рекордов Гиннесса за свою неугасающею популярность. В 1952 году актриса стала дамой ордена Британской империи, а в 1969 году королева Елизавета II пожаловала ей титул дамы-командора. Последние годы жизни Анна Нигл страдала от болезни Паркинсона, но несмотря на это продолжала появляться в театре, выйдя последний раз на сцену в 1985 году. Год спустя актриса скончалась от осложнений болезни, и была похоронена рядом с супругом на городском кладбище Лондона. В 1996 году на доме по Парк-Лейн, где жила актриса, была открыта мемориальная доска.

## Фильмография
- Те, кто любят / Those Who Love (1929)
- Школа скандала / The School for Scandal (1930)
- Китайское бунгало / The Chinese Bungalow (1930)
- Должен ли доктор сказать? / Should a Doctor Tell? (1930)
- Спокойной ночи, Вена / Goodnight, Vienna (1932)
- Флаг-лейтенант / The Flag Lieutenant (1932)
- Молодая женщина / The Little Damozel (1933)
- Горечь и сладость / Bitter Sweet (1933)
- Дело королевы / The Queen’s Affair (1934)
- Нелл Гвин / Nell Gwynn (1934)
- Пег из Старого Друри / Peg of Old Drury (1935)
- The Three Maxims / Three Maxims (1936)
- Лондонская мелодия / London Melody (1937)
- Свет на сцене / Limelight (1937)
- Виктория Великая / Victoria the Great (1937)
- Шестьдесят славных лет / Sixty Glorious Years (1938)
- Медсестра Эдит Кавелл / Nurse Edith Cavell (1939)
- Ирэн / Irene (1940)
- Нет, нет, Нанетт / No, No, Nanette (1940)
- Санни / Sunny (1941)
- Они летели одни/Крылья и женщина / They Flew Alone (1942)
- Вечность и один день / Forever and a Day (1943)
- Жёлтая канарейка / Yellow Canary (1943)
- Я живу на Гросвенор-сквер / I Live in Grosvenor Square (1945)
- Инцидент на Пикадилли / Piccadilly Incident (1946)
- Кортни с Керзон-стрит / The Courtneys of Curzon Street (1947)
- Весна на Парк-лейн / Spring in Park Lane (1948)
- Элизабет из Ледимида / Elizabeth of Ladymead (1948)
- Майское время в Мэйфэре / Maytime in Mayfair (1949)
- Одетта / Odette (1950)
- Дама с лампой / The Lady with a Lamp (1951)
- День Дерби / Derby Day (1952)
- Сирень весной / Lilacs in the Spring (1954)
- Королевская рапсодия / King’s Rhapsody (1955)
- Моя дочь-подросток / My Teenage Daughter (1956)
- Не время для слёз / No Time for Tears (1957)
- Человек, который не говорил / The Man Who Wouldn’t Talk (1958)
- The Lady Is a Square / The Lady Is a Square (1959)
- ITV Пьеса недели / ITV Play of the Week (1962—1964)
- Непридуманные истории / Tales of the Unexpected (1983)